# Pseudoderopeltis dispar
Pseudoderopeltis dispar är en kackerlacksart som beskrevs av Karlis Princis 1963. Pseudoderopeltis dispar ingår i släktet Pseudoderopeltis och familjen storkackerlackor. Inga underarter finns listade i Catalogue of Life.